# Rozgrywki wyższych sfer
Rozgrywki wyższych sfer (hiszp. Entre el amor y el poder, wł. Lotte di classe, Fra l'amore e il potere) – argentyńska telenowela z 1984 roku. W rolach głównych Silvia Montanari, Orlando Carrió i Humberto Serrano.

## Obsada
- Silvia Montanari – Laura
- Miguel Angel Suàrez – Gerardo de Betancourt
- Orlando Carriò – Gonzalo de Batancourt
- Humberto Serrano – Rolo Alvarez
- Lilian Valmar – Alma
- Ariel Keller – David Kolker
- Susana Freyre – Silvina
- Carlos Vanoni – Igor
- Rubén Bermudez – Bernardo
- Pachi Armas – Nicolas
- Alfredo Alesandrini – Daniel
- Marcelo Chimento – Roberto
- Susana Freyre – Silvia
- Liliana Serrantes – Graziella
- Telma Stefani/Amparito Castro – Contessa Sasha
- Pablo Cedròn – Marcelo

Źródło:

## Wersja polska
W Polsce serial był emitowany na kanałach Polonia 1 i Novela TV z włoskim dubbingiem językowym (we Włoszech serial ukazał się pod dwoma alternatywnymi tytułami Fra l'amore e ilpotere i Lotte di classe) i polskim lektorem. Opracowaniem wersji polskiej zajęło się Studio Eurocom. Autorami tekstu byli m.in. Joanna Krukowska, Dorota Workowska, Małgorzata Fic i Marek Wronko. Lektorem serialu był Daniel Załuski.